# 張陽
張 陽（ちょう よう、1951年8月 - 2017年11月23日）は、中華人民共和国の軍人。階級は上将。
広州軍区政治委員、中国共産党中央軍事委員会委員、国家中央軍事委員会委員、中国人民解放軍総政治部主任、中央軍委政治工作部主任を歴任。胡錦濤派として知られ、続く習近平政権の“お目付け役”として期待されていたとする見方がある。

## 経歴
出身地は河北省武強県。国防大学基本係、中国共産党党校行政管理専門を卒業。
1996年、第163師団政治委員に任命。2000年、広州軍区第42軍集団政治部主任に任命され、2002に軍集団政治委員に昇格する。
2003年2月28日、全国人民代表大会代表に選出された。
2004年12月、広州軍区政治部主任、および中国共産党広州軍区委員会常務委員に任命。
2006年7月、中将に昇格。
2007年9月、広州軍区政治委員、および党広州軍区委員会書記に任命。
2007年10月、第17回党大会において中央委員会委員に選出された。2010年7月、上将に昇格。
2012年10月、中国人民解放軍総政治部主任に任命。
2012年11月、第18回党大会において中央委員会委員に選出され、11月15日の第18期党中央委員会第1回総会において党中央軍事委員会委員に再選出された。
2013年2月、解放軍代表として第12期全人代代表に選出され、3月15日の第12期全人代第1回会議において中華人民共和国中央軍事委員会委員に選出された。
2016年1月、総政治部が改組されて党中央軍事委員会政治工作部が新設され、引き続き政治工作部主任に任命された。
2017年8月30日、郭伯雄・徐才厚関連の規律違反の疑いにより拘束される。同年11月23日に自宅で首吊り自殺を図り死亡した。
2018年10月16日、中共中央は張の党籍を剥奪すると決定した。